# John Machin

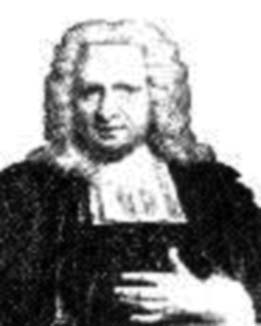
John Machin

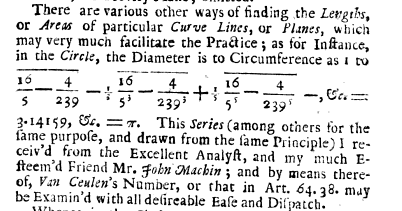
Machins Formel
Zitat aus William Jones „Synopsis Palmariorum Matheseos“ (1706)

John Machin (* 1680 in England; † 9. Juni 1751 in London) war ein Astronom und Mathematiker mit einer Professur am Gresham College in London. Er ist bekannt wegen seiner 1706 entdeckten arctan-Formel für die Kreiszahl {\displaystyle \pi }
{\displaystyle {\frac {\pi }{4}}=4\arctan {\frac {1}{5}}-\arctan {\frac {1}{239}}},
die mit Hilfe der Taylorentwicklung des Arkustangens eine schnell konvergierende Reihe zur numerischen Berechnung von {\displaystyle \pi } ergibt. Diese hatte er benutzt, um 100 Dezimalstellen von {\displaystyle \pi } zu berechnen. Die Leibniz-Reihe
{\displaystyle \arctan 1={\frac {\pi }{4}}=\sum _{k=0}^{\infty }{\frac {(-1)^{k}}{2k+1}}=1-{\frac {1}{3}}+{\frac {1}{5}}-{\frac {1}{7}}+{\frac {1}{9}}-\cdots }
ist wegen ihrer langsamen Konvergenz nicht für eine numerische Berechnung geeignet. Eine Würdigung dieser Entdeckung besteht darin, dass sie die erste wesentlich neue Methode zur numerischen Berechnung von {\displaystyle \pi } nach Archimedes darstellt. Diese archimedische Methode hatte noch um 1600 Ludolph van Ceulen zur Berechnung von 35 Dezimalstellen benutzt. Heute sind viele weitere arctan-Formeln für {\displaystyle \pi } von machinscher Bauart bekannt.
Er war Mitglied der Royal Society.